# Gásem Rezáí
Gásem Golámrezá Rezáí (* 18. srpna 1985 Ámol) je bývalý íránský zápasník – klasik, olympijský vítěz z roku 2012.

## Sportovní kariéra
Zápasení se věnoval od útlého dětství v rodném Ámolu. Na řecko-římský styl se specializoval v 16 letech pod vedením trenéra Saída Šírzadeho. V íránské mužské reprezentaci se prosazoval od roku 2005 ve váze do 84 kg a od roku 2007 ve váze do 96 kg. V roce 2008 startoval jako úřadující mistr Asie na olympijských hrách v Pekingu, kde nečekaně vypadl v úvodním kole s Litevcem Mindaugasem Ežerskim 1:2 na sety.
Od roku 2009 dostával v reprezentaci přednost kontroverzní Amír Alíakbarí. Po jeho dopingovém prohřešku se na post reprezentační jedničky vrátil v roce 2011. Na mistrovství světa v Istanbulu se však zařadil na početný seznam sportovců, kteří nenastoupili k zápasu s reprezentantem Izraele. V roce 2012 se kvalifikoval na olympijské hry v Londýně. V úvodním kole porazil 2:1 na sety Turka Cenka İldema a ve čtvrtfinále mladého Arména Artura Aleksanjan 2:0 na sety. V semifinále porazil vítěze panamerických her Kubánce Yuniora Estradu a postoupil do finále proti Rustamu Totrovi z Ruska. V úvodním setu poslal rozhodčí půl minuty před koncem za nerozhodného stavu jeho soupeře do parteru, čehož využil a vyhrál 2:0 na technické body. Druhý set měl identický průběh, s Totrovem se přetahoval v boji o úchop a čekal na nařízený parter půl minuty před koncem. V parteru se Totrovovi ubránil a set vyhrál 1:0 na technické body. Získal zlatou olympijskou medaili.
V roce 2016 startoval na svých třetích olympijských hrách v Riu. Ve čtvrtfinále olympijského turnaje prohrál 0:4 na technické body s Kubáncem Yasmany Lugem. Přes opravy se probojoval do souboje o třetí místo, ve kterém porazil poslední bodovanou technikou 4:4 na technické body Švéda Fredrika Schöna a získal bronzovou olympijskou medaili. Vzápětí ukončil sportovní kariéru.

## Výsledky
| Turnaj            | 2005 | 2006 | 2007 | 2008 | 2009 | 2010 | 2011 | 2012 | 2013 | 2014 | 2015 | 2016 |
| Turnaj            | 20   | 21   | 22   | 23   | 24   | 25   | 26   | 27   | 28   | 29   | 30   | 31   |
| Turnaj            | -84  | -84  | -96  | -96  | -96  | -96  | -96  | -96  | -96  | -98  | -98  | -98  |
| ----------------- | ---- | ---- | ---- | ---- | ---- | ---- | ---- | ---- | ---- | ---- | ---- | ---- |
| Olympijské hry    |      |      |      | úč.  |      |      |      | 1.   |      |      |      | 3.   |
| Mistrovství světa | úč.  | —    | 3.   |      | —    | —    | DNS  |      | —    | 3.   | 2.   |      |
| Asijské hry       |      | —    |      |      |      | —    |      |      |      | —    |      |      |
| Mistrovství Asie  | —    | 3.   | 1.   | 1.   | —    | —    | —    | —    | —    | —    | —    | —    |
| MS juniorů        | 2.   |      |      |      |      |      |      |      |      |      |      |      |